# Teatro Los Elementos
 (juillet 2012).
Si vous disposez d'ouvrages ou d'articles de référence ou si vous connaissez des sites web de qualité traitant du thème abordé ici, merci de compléter l'article en donnant les références utiles à sa vérifiabilité et en les liant à la section « Notes et références ».
Teatro los Elementos est une compagnie de théâtre cubaine créée par José Oriol Gonzáles en 1990. Une dizaine d’acteurs la composent, dont José Oriol, qui est le directeur. À l’origine compagnie itinérante, elle est maintenant installée dans une ferme située dans la province de Cienfuegos, près du village de Cuamanayagua. 

## Histoire
Quand la compagnie de théâtre fut fondée en 1990, elle était composée majoritairement d’anciens étudiants de l’Institut National des Arts du Spectacle de La Havane.
Leur première production (Tres Brujas, una Compania y un Barrio con Nombre de Flor – 1991) fut jouée à El Romerillo, l’un des quartiers les plus pauvres de La Havane.
Leur deuxième spectacle en 1992 (Historias de Jacksonville) eut lieu à Jacksonville - de nos jours appelé Cocodrilo - dans une communauté de pêcheurs sur la Isla de la Juventud (Île de la Jeunesse).
Mackandal sauve o historias de la vida y la muerte de Mackandal se déroula dans la communauté de Barrancas en 1993 (une communauté d’immigrants Haïtiens à Santiago de Cuba).
Après avoir été itinérante pendant des années, la troupe Teatro Los Elementos s'installe en 1995 dans la ferme qui appartenait autrefois aux grands parents de José Oriol ; elle décida d’y constituer une communauté respectueuse de l'environnement, un groupement d’artistes - écrivains et acteurs, où tous vivaient en communauté. Ils y pratiquèrent l’agriculture durable et l’élevage d’animaux. La communauté mit également en place des programmes sociaux visant à améliorer les conditions de vie des enfants défavorisés et des personnes atteintes du SIDA.

## Membres/Acteurs
La compagnie est constituée de neuf membres:
- Aleorka Gutiérrez Hernández
- Elaisy Pérez Castillo
- Geidy González Mendoza
- Isnoel Yánez González
- Juan Bautista Castillo Pol
- Yanexy Román Hermida
- Yoel Pérez Ruiz
- Yannit Pozo Castillo

## Productions
- Tres Brujas, una Compañía y un Barrio con Nombre de Flor (Trois Sorcières, une Compagnie et un Quartier au Nom de Fleur) – 1991
- Historias de Jacksonville (Histoires of Jacksonville) – 1992
- De cómo se funda un barrio (Comment créer un quartier) – 1993
- Mackandal sauve ó historias de la vida y la muerte de Mackandal (Mackandal sauve or Histoires de la vie et de la mort de Mackandal) – 1993
- Pasacalles Uno – 1995
- La Historia de un Pueblo (L’Histoire d’un Village) – 1995
- Vivimos bajo el mismo cielo / Habitamos sobre la misma tierra (On vit sous le même ciel / On habite sur la même terre) – 1995
- Pascalles – N.A.
- Acto del Aniversario del Plan Turquino Manatí – 2000-2001
- Performance. El Catalogo (Performance. Le Catalogue) – 2004
- Cienfuegos, Patrimonio de la Humanidad (Cienfuegos, Patrimoine de l’Humanité) – 2005
- Espectáculo de Recibimiento a los Delegados del Festival Nacional de Telecentros (Spectacle de Bienvenue pour les Délégués du Festival National de Telecentros) – 2006
- Espectáculo  de Recibimiento al Evento Internacional  PABLO FREIRE IN MEMORIAM (Spectacle de Bienvenue à l’Evénement International: Pablo Freire in Memoriam) – 2006
- Espectáculo  Cultural de Clausura del Evento Internacional  CUBASOLAR 2006 (Spectacle Culturel de Fermeture de l’Evénement International : Cubasolar 2006) – 2006
- Bienal de Teatro en la Montaña (Biennale du Théâtre dans les Montagnes) – 2006
- Congreso Internacional de Turismo y Naturaleza (TURNAT) (Congrès International du Tourisme et de la Nature) – 2007
- Festival Internacional de Música Popular Benny Moré (Festival International de Musique Populaire Benny Moré) – 2007
- Bienal de Oralidad Escénica – 2007
- Desire - 2008